# Sulodexid
Sulodexidul este un medicament antitrombotic, fiind utilizat în tratamentul afecțiunilor vasculare cu risc de tromboză. Calea de administrare disponibilă este cea orală.
Sulodexidul este un amestec purificat de glicozaminoglicani, ce conține heparan sulfat (80%) și dermatan sulfat (20%).